# (18916) 2000 OG44
(18916) 2000 OG44 est un objet de la ceinture principale d'astéroïdes extérieure de 5,6 km de diamètre découvert en 2000.

## Description
(18916) 2000 OG44 a été découvert le 30 juillet 2000 à l'observatoire Magdalena Ridge, situé dans le comté de Socorro, au Nouveau-Mexique (États-Unis), par le projet Lincoln Near-Earth Asteroid Research (LINEAR).

### Caractéristiques orbitales
L'orbite de cet astéroïde est caractérisée par un demi-grand axe de 3,85 UA, un périhélie de 1,60 UA, une excentricité de 0,58 et une inclinaison de 7,40° par rapport à l'écliptique. Du fait de ces caractéristiques, à savoir un demi-grand axe entre 3,2 et 4,6 UA, il est classé, selon la JPL Small-Body Database, comme objet de la ceinture principale d'astéroïdes extérieure.

### Caractéristiques physiques
(18916) 2000 OG44 a une magnitude absolue (H) de 14,5 et un albédo estimé à 0,111, ce qui permet de calculer un diamètre de 5,6 km.0